# Micythus rangunensis
Micythus rangunensis är en spindelart som först beskrevs av Tord Tamerlan Teodor Thorell 1895.  Micythus rangunensis ingår i släktet Micythus och familjen plattbuksspindlar. Inga underarter finns listade i Catalogue of Life.